# Свет былого
«Свет былого» (англ. Light of Other Days) — научно-фантастический рассказ британского писателя Боба (Роберта) Шоу. Первоначально опубликован в августе 1966 года в Analog Science Fiction and Fact.
В произведении используется оригинальная идея «медленного стекла» — особого стеклоподобного материала, через которое свет проходит не сразу, а спустя некоторое время.
Позднее автор переработал и расширил рассказ до романа, который под слегка изменённым названием (англ. Other Days, Other Lights) и был издан в 1972 г.
На русском языке рассказ был впервые издан в переводе Ирины Гуровой, в сборнике «Практичное изобретение» (1974).

## Сюжет
Рассказчик путешествует по северо-западной Шотландии со своей женой Селиной, в попытке исправить их переживающий не лучшие времена брак. В отдалённом районе страны, они находят лавку, в которой продаются панели «медленного стекла». Свет проходит через это стекло с длительной задержкой, появляясь с другой стороны спустя месяцы и даже годы. Таким образом, панель этого стекла показывает сцены из прошлого. Люди покупают медленное стекло, до этого выставленное в месте с живописным пейзажем, чтобы наслаждаться видом этого пейзажа в своих домах или на рабочих местах. Качество медленного стекла оценивается по его «толщине» — времени, которое стекло способно хранить «накопленный» в нём пейзаж. Рассказчик полагает, что покупка медленного стекла могла бы исправить его отношения с Селиной.
Выйдя из машины, они идут по тропинке, где видят панели с медленным стеклом, обращённым к озеру. Они встречаются с мистером Хаганом, сидящим перед своей фермой и смотрящим в сторону дома. Внутри, через окно, они видят молодую женщину, вероятно, миссис Хаган и маленького мальчика. Рассказчик, видя как миссис Хаган не замечает их когда смотрит в окно изнутри дома, удивляется, и предполагает, что она слепая; Селина замечает, что платье хозяйки не соответствует современной моде.
Рассказчик обсуждает с Хаганом цену своего медленного стекла. Хаган хвалит красоту окружающего их пейзажа. Пока он говорит, рассказчик, всё ещё глядя на сцену в доме, думает, что и мальчик тоже слепой. В конце концов, хотя стекло и не производит на Селину впечатления, рассказчик решает купить медленное стекло. Пока Хаган несёт им стекло, начинается дождь, и Селина ненадолго заходит в дом. Внутри царит беспорядок и запустение — Хаган живёт один. Семейная сцена жены и ребёнка, видимая через медленное стекло произошла много лет назад. Когда пара уходит со своей покупкой, Хаган с грустью рассказывает им, что его жена и ребёнок погибли в результате дорожно-транспортного происшествия шесть лет назад.
Идя с женой назад по тропинке, герой рассказа чувствует, что их отношения каким-то образом налаживаются. Он оглядывается на Хагана, который сидит на своём прежнем месте и всё так же смотрит в сторону дома…

## Критика и реакция
Назвав историю классикой жанра, американский литературный критик Альгис Будрис писал, что она заставляет людей плакать.
Рассказ был номинирован на премию «Небьюла» за лучший рассказ в 1966 году. Через год он был среди финалистов премии Хьюго за лучший рассказ.